# Амбли Флери
Амбли Флери (фр. Ambly-Fleury) насеље је и општина у североисточној Француској у региону Шампањ-Арден, у департману Ардени која припада префектури Ретел.
По подацима из 2011. године у општини је живело 131 становника, а густина насељености је износила 22,28 становника/km². Општина се простире на површини од 5,88 km². Налази се на средњој надморској висини од 78 метара.

## Демографија
| 1962. | 1968. | 1975. | 1982. | 1990. | 1999. | 2011. |
| ----- | ----- | ----- | ----- | ----- | ----- | ----- |
| 190   | 195   | 148   | 124   | 130   | 151   | 131   |

График промене броја становника у току последњих година